# سيدي محمد بن رحال
سيدي محمد بن رحال هي قرية في إقليم سطات ضمن جهة الشاوية ورديغة بالغرب المغربي. كان مجموع عدد سكان الجماعة القروية سيدي محمد بن رحال 10.414 نسمة.(تعداد السكان الرسمي 2004)